# 古神道仙法教
古神道仙法教（こしんとうせんぽうきょう）は、大阪府堺市に本部を置く神道系の宗教団体。1946年に立教、1953年に宗教法人として認証。教義の中心は、平田篤胤と宮地水位の古神道・霊学である。会員数は、12,986人。

## 創始者
古神道仙法教の創始者は、正井頎益（1907年～1970年）である。正井は、大阪府に生まれ、20歳代後半から神道を研究し始め、神道天行居や神仙道本部といった古神道系の宗教団体を経て、古神道仙法教を立教した。

## 所在地
大阪府堺市に本庁を置いている。また、九州や北陸に教会を、滋賀や東京に祭祀所を設置している。

## 沿革
正井頎益は、神道天行居の幹部（地方教会教会長）を務めていたが、戦後になって教団を離れ、同じく神道天行居から独立していた清水宗徳の神仙道本部に参加したものの、清水とも袂を分かった。そして、戦後日本の精神的退廃を見かねたとして、1946年に大阪で「産須奈教会」として宗教活動を開始した。翌年には「浪速霊学研究所」を設置し、1949年には「神道仙法教」として旧宗教法人令による宗教法人として認証され、1953年に現宗教法人法による宗教法人として認証された。1971年には、教団名を現在の「古神道仙法教」に変更した。1970年に正井頎益が死去してからは、息子の正井頎豫（1943～2015）が教団を継承し、信徒の教化と祭祀の実行に取り組んだ。また、現在の教団の代表役員は、正井彰吾である。

## 教義
平田篤胤の古神道と宮地水位の霊学に立脚している。神道天行居や神仙道本部と同じく、神仙道を教義の中心に据えている。教団では、記紀のほか、篤胤や宮地の著作を教典としている。

## 教会
- 本庁
  - 大阪府堺市南区美木多上1019-1
- 水鶯社
  - 大阪府堺市南区美木多上1021-1
- 北陸教会
  - 富山県南砺市院林88-1
- 九州教会
  - 鹿児島県姶良市加治木町木田3758-3
- 茨木祭祀所
  - 大阪府茨木市春日2丁目2-28
- 東京祭祀所
  - 東京都板橋区徳丸1丁目14-13
- 滋賀祭祀所
  - 滋賀県長浜市野瀬町995